# Lonec majarona
Lonec majarona je slovenska ljudska pravljica, natančneje tolminska pravljica, ki jo je zapisal Jožef Kenda (*1859, †1929).

## Vsebina
Živel je bogat oče, ki je imel dve hčeri. Nekoč je odšel  na pot in vprašal hčerki, kaj si želita, da jima prinese iz tujih dežel. Starejša hčerka si je zaželela svilen robec, mlajša pa lonec majarona. Na poti nazaj domov bi oče kmalu pozabil na darili, a ga je strašen vihar spomnil, da je nekaj pozabil. Po hudi navihti oče takoj izpolni hčerini želji.
Starejša sestra je vesela darila, mlajša pa ne tako zelo. Ko opazi, da je zemlja suha, majaron zalije z vodo. V tistem trenutku iz lonca vstane prelep mladenič. On ji naroči, naj mu zvečer, ko bo namolzla mleko, še mlačnega prinese, da se bo z njim opral grehov. Dekle mu obljubi, da bo naredila tako, kot ji je naročil.
Starejša sestra  vse skupaj sliši, poloti se je zavist in v lonec mleka zdrobi steklovino. Ko  mlajša hčerka mladeniča potopi v mleko, se ta dvigne iz njega hudo ranjen. Mladenič je zboli in ni ne more več hoditi. Deklica se odloči, da bo šla po svetu in poiskala zdravilo za mladeniča. Po dolgi in naporni hoji pride nekega večera do hišice. V njej  najde staro ženico, a ta je noča sprejeti. Boji se namreč, kaj bodo storili z ubogo deklico njeni sinovi vetrovi, ko pridejo domov. Čez čas se je usmili in jo skrije. Sinovi vetrovi so takoj ugotovili, da je v hiši še nekdo. A ko jim deklica pove svojo žalostno zgodbo, so usmiljeni z njo. Naročijo ji naj gre ponoči na drevo, s seboj vzame treske in počaka tri črne mačke - ena bo prišla ob polnoči, druga ob enih in tretja ob dveh ponoči. Na vsako mačko pa mora vreči nekaj tresk, da jo ubije. Deklica res gre in uboga vetrove. Toda potem ne ve, kaj naj s temi mačkami naredi. Zato gre vprašat vetrove, ki pa se silno razburijo, ker jih moti. Nazadnje ji le povejo, naj shrani nekaj masti od vsake mačke in z njimi namaže mladeniča. Deklica se zahvali vsem in odide domov.
Ko se deklica vrne domov, se komaj prerine mimo stražnikov. Ko ji uspe, takoj namaže mladeniča z mastjo prve mačke in kri neha teči iz ran; ko ga namaže v drugo, se mu rane zaprejo in se naredi iz njih skorja; ko ga namaže tretjič, je pred njo popolnoma čist mladenič, lepši kot kdajkoli prej.
Mladenič se v zahvalo poroči s svojo rešiteljico in ji šele po poroki pove, kaj se je z njim zgodilo. Pove ji, da je nekoč vinjen prišel k svoji prvi ljubici in ta ga je tako klela in rotila, da se je spremenil v majaron.

## Literarni liki
- Oče: nastopa samo na začetku, ko hčerama prinese darilo. Svoji hčerki ima rad, je delaven ...
- Starejša hčerka: materialistka, ljubsumna, hinavska, sestri ne privošči sreče.
- Mlajša hčerka: pridna, skromna, pomaga ranjenemu mladeniču.
- Stara ženica: dobra, brani deklico pred njenimi zlobnimi sinovi - vetrovi.
- Vetrovi: divji, hudi, nagle jeze.
- Mladenič: prosi deklico naj ga reši, na koncu izvemo, da je v preteklosti grešil.

## Miti o majaronu
- Majaron so za začinjanje vina uporabljali Egipčani, Grki in Rimljani. Od tega so si obetali povečanje ljubezenske moči, zaradi česar je bil v antični Grčiji posvečen boginji Afroditi.
- Majaron so v starem Egiptu uporabljali tudi pri verskih obredih, posvečenih bogu Ozirisu. Iz njega so pletli obredne vence.
- V ljudski medicini se uporablja kot zelo cenjeno zdravilo proti živčni slabosti, migreni, glavobolu, nespečnosti.
- V srednjem veku je veljal za čudežno zdravilo.
- V Sloveniji je veljal za svatovsko rastlino. Srci mladoporočencev naj bi povezali z istega grma utrgani vejici. Ena je šla snubcu za klobuk, drugo pa je poklonil izvoljenki.

## Lastnosti ljudskih pravljic v pravljici Lonec majarona
- Glavne književne osebe: oče, starejša (koristolovska) hči in mlajša (skromna) hči, mladenič (majaron).
- Stranske književne osebe: stara ženica in njeni sinovi vetrovi, tri mačke, prva mladeničeva ljubica.
- Književni čas in prostor nista točno določena. Dogajanje se odvija nekje v gozdu, v pristanišču, v domači hiši, v hiši stare ženice, na drevesu. Čas ni določen.
- Začetek pravljice je tipičen: Živel je oče ...
- Konec pravljice: je tipičen (Vzame jo k sebi in se poročita). Zadnja poved je obrazložitev, zakaj se je mladenič spremenil v majaron.
- Pravljično število: tri črne mačke, mast treh črnih mačk, deklica trikrat namaže mladeniča.
- Dobro zmaga proti zlim.
- Razlog za zaplet je hinavščina in ljubosumnost starejše sestre.
- Pripovedovalec: vsevedni.

## Motivno - tematske povezave
Skupne lastnosti pravljice Lonec majarona in v pravljice Lepotica in zver (Disney):
- Struktura home-away-home: V obeh besedilih se dobra deklica odpravi od doma, da bi bližnjim naredila nekaj koristnega, da bi jim pomagala.
- Oče - samohranilec: V obeh besedilih mati otrok ni omenjena.
- Glavna oseba v obeh pravljicah ima odnos z živim bitjem, ki ni človek preden se ne preobrazi. V Loncu Majarona je mladenič pred preobrazbo majaron, v Lepotici in zveri pa je zver.
- V obeh pravljicah glavni osebi »drugačnih« ljudi ne odtujita, ampak jim pomagata.
- Skupen motiv je tudi motiv hišice oziroma gradu sredi gozda.

## Izdaje
- A. Šavli: Tolminske pravljice, Zbirka Zlata ptica, Mladinska knjiga, Ljubljana, 1989.
- J. Unuk: Slovenske pravljice, zbirka Pravljice, Nova revija, Ljubljana, 2002.